# Midimidis
ミディミディズ (MIDIMIDI) は、イギリス・レディングに拠点を置くチップチューンバンドである。ノーザンプトンにある同じグラマースクールに通っていたマーカス、アントの2人が2007年3月25日に結成した。
2008年にデビューEP盤「note-to-self EP」を発表する。
1970年代後半～1980年代のレトロゲームであるATARIやスーパーファミコン、ファミリーコンピュータ、MSX等のコンソールから抜いたチップを使い、製作する8ビットサウンドが特徴。特に「Nemesis」は、スーパーマリオブラザーズ、ドンキーコングから全ての音が構成されている。
ゲーム音楽以外からは、アメリカのバンドザ・ストロークスからの影響を公言。「The strokes in tron」等と表現される。
メンバーは元・義兄弟である。
2012年3月5日、バンド名をVeinsに変更

## メンバー
- マーカス・フェアリー（Marcus Fairley  1984年7月11日-）ボーカル、ギター、プログラミング

ザ・クーパー・テンプル・クロースのトム・ベラミーの熱狂的なファンであることを公言している。
かなりのバットマンオタクらしく、自宅には数百冊に及ぶDCコミックスのコレクションを所有。また、Command & Conquerを頻繁にプレイしている。
ネットとの親和性が高い故に、TwitterやBekshire Live等で度々炎上事件を起こしている。
- トム・ベラミー（Tom Bellamy 1980年2月18日-）ギター、プログラミング、ミキシング、プロデュース

元ザ・クーパー・テンプル・クロース、現Losers
元はMidimidisのプロデュースを務めていたが、2011年夏のアントの脱退を受けて、2011年12月にメンバーとして加入。
マーカスから「ノイズシンセサイザーの神」として12年に及ぶ崇拝を受けている。

### 元メンバー
- アント・ストゥルセリース(Ant Struselies)ギター、プログラミング　2011年脱退

家族事情による脱退。

## ディスコグラフィ

### シングル・EP
note-to-self　2008年 
- note-to self (demo)
- a noise only boys can hear (demo)
- nemesis (demo)

Mayuko        2009年(限定250部)
- Mayuko.
- Ambulance Cafe
- nemesis
- nothing means anything
- MidiMidis vs. RHYSMIX (nemesis)

Ambulance Cafe 2009年
- Ambulance Cafe
- Losers vs. MidiMidis (nemesis re-mix)

There's Just Far Too Much Going On Upstairs For Me Too Feel Truly Comfortable With Myself' / 'Nothing Means Anything' Double A-Side 2010年
- There's Just Far Too Much Going On Upstairs For Me Too Feel Truly Comfortable With Myself'
- Nothing Means Anything'

The Despondent' / 'It's Difficult' Double A-Side 2011年
- The Despondent
- It's Difficult